# Emma Portner
Emma Portner (Ottawa, 26 de novembro de 1994) é uma dançarina e coreógrafa profissional canadense.

## Juventude
Portner nasceu em Ottawa, Ontário em 26 de novembro de 1994, e começou a dançar quando tinha três anos. Ela começou a dançar no Leeming DanceWorks em Ottawa antes de passar os verões no The National Ballet of Canada. Enquanto estava em Ottawa, ela também participou do programa de artes especializadas da Canterbury High School em seu curso de dança. Quando ela tinha 17 anos, ela se mudou de Ottawa, Ontário para Nova York para treinar na Ailey School.

## Carreira
Portner criou a coreografia de Bat Out of Hell The Musical, de Jim Steinman. Em 2015, ela coreografou e estrelou o videoclipe de Justin Bieber para sua música "Life is Worth Living". Ela também criou a coreografia para a Purpose World Tour de Bieber.
Em 2020, seu trabalho tem sido mostrado em uma variedade de ambientes, incluindo Apple, Netflix e Vogue. Ela dirigiu estrelas da música indie, como Blood Orange, Maggie Rogers e BANKS, além de performar em locais prestigiados como o Museu Guggenheim, Jacob's Pillow e o New York City Center. Em 2019 ela foi nominada "Melhor dançarina mulher" e "Estrela em ascensão", da Arena Dance Competition's. A Paper Magazine também listou Portner em "100 people to watch in 2019".
Portner deixou de dar aulas em 2017 para se concentrar em atividades coreográficas e performáticas, cinema e saúde pessoal. Ela segue atuando, dançando, e trabalhando com direção de movimento e treinamento.
A Universidade de Toronto aceitou Portner em seu “Academic Bridging Program” para estudar Ciências Ambientais em tempo parcial.

## Vida pessoal
Em janeiro de 2018, Portner se casou com o ator Elliot Page. O casal se conheceu depois que Page notou Portner no Instagram. Moram juntos na cidade de Nova York. Na época, Page ainda se identificava como mulher cis, até que em 2020, Elliot se assumiu homem trans. O casal se separou em janeiro de 2021.